# Pseudopanolis takao
Pseudopanolis takao là một loài bướm đêm trong họ Noctuidae.